# Trapezia
Trapezia es un género de cangrejos guardianes de la familia Trapeziidae. Al igual que otros miembros de esta familia, viven en asociación con corales, se alimentan del tejido y la mucosidad de los corales y defienden a los corales de los depredadores, como las estrellas de mar. Agrupa a las siguientes especies:
- Trapezia areolata Dana, 1852
- Trapezia bella Dana, 1852
- Trapezia bidentata (Forskål, 1775)
- Trapezia cheni Galil, 1983
- Trapezia corallina Gerstaecker, 1857
- Trapezia cymodoce (Herbst, 1801)
- Trapezia digitalis Latreille, 1828
- Trapezia flavopunctata Eydoux & Souleyet, 1842
- Trapezia formosa Stimpson, 1869
- Trapezia garthi Galil, 1983
- Trapezia globosa Castro, 1997
- Trapezia guttata Rüppell, 1830
- Trapezia intermedia Miers, 1886
- Trapezia lutea Castro, 1997
- Trapezia neglecta Castro, 2003
- Trapezia punctimanus Odinetz, 1984
- Trapezia punctipes Castro, 1997
- Trapezia richtersi Galil & Lewinsohn, 1983
- Trapezia rufopunctata (Herbst, 1799)
- Trapezia septata Dana, 1852
- Trapezia serenei Odinetz, 1984
- Trapezia speciosa Dana, 1852
- Trapezia tigrina Eydoux & Souleyet, 1842

## Galería de imágenes

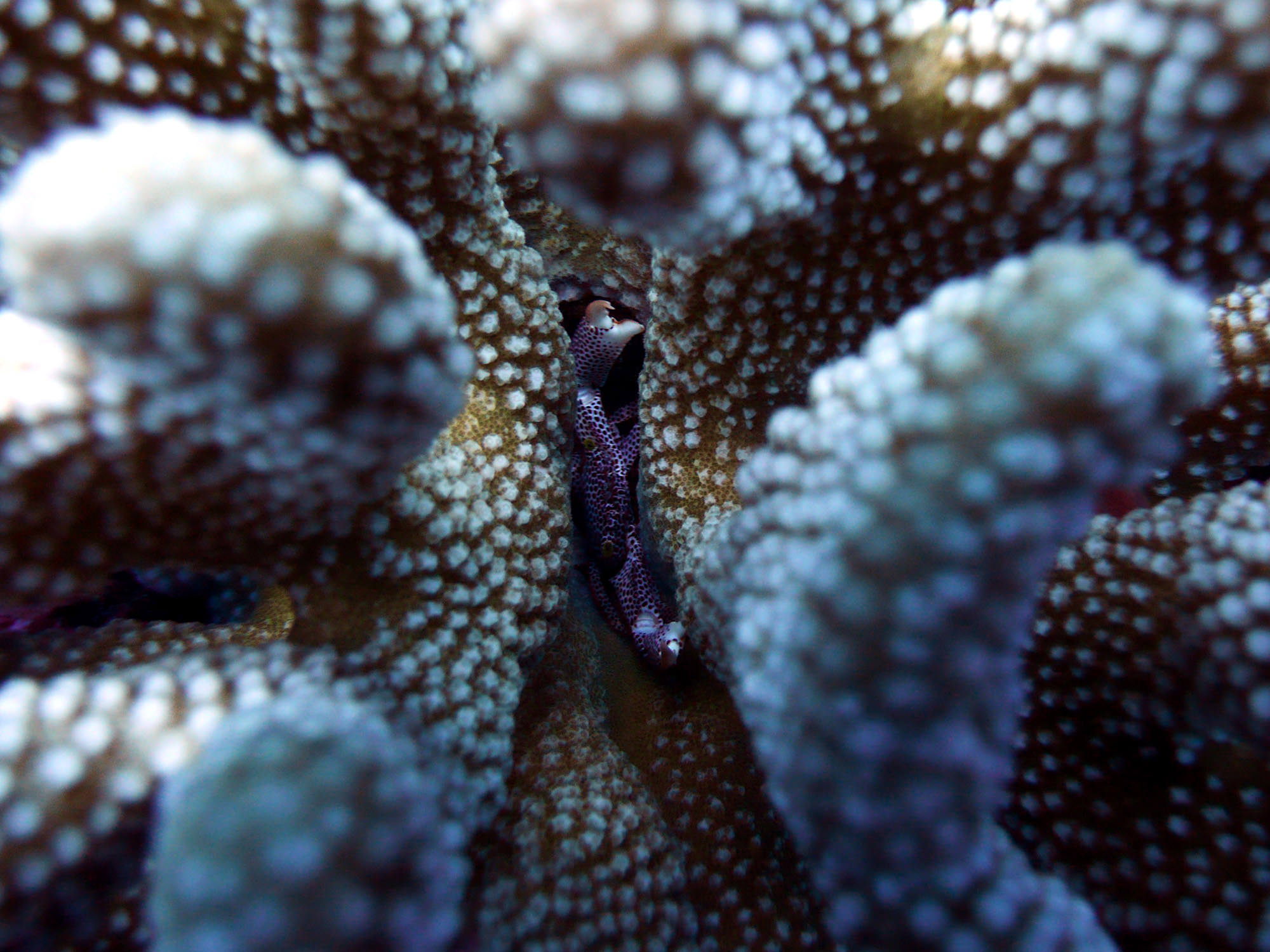
Cangrejo guardián de manchas rojas (Trapezia tigrina) protegiendo su hogar, un coral coliflor (Pocillopora meandrina).
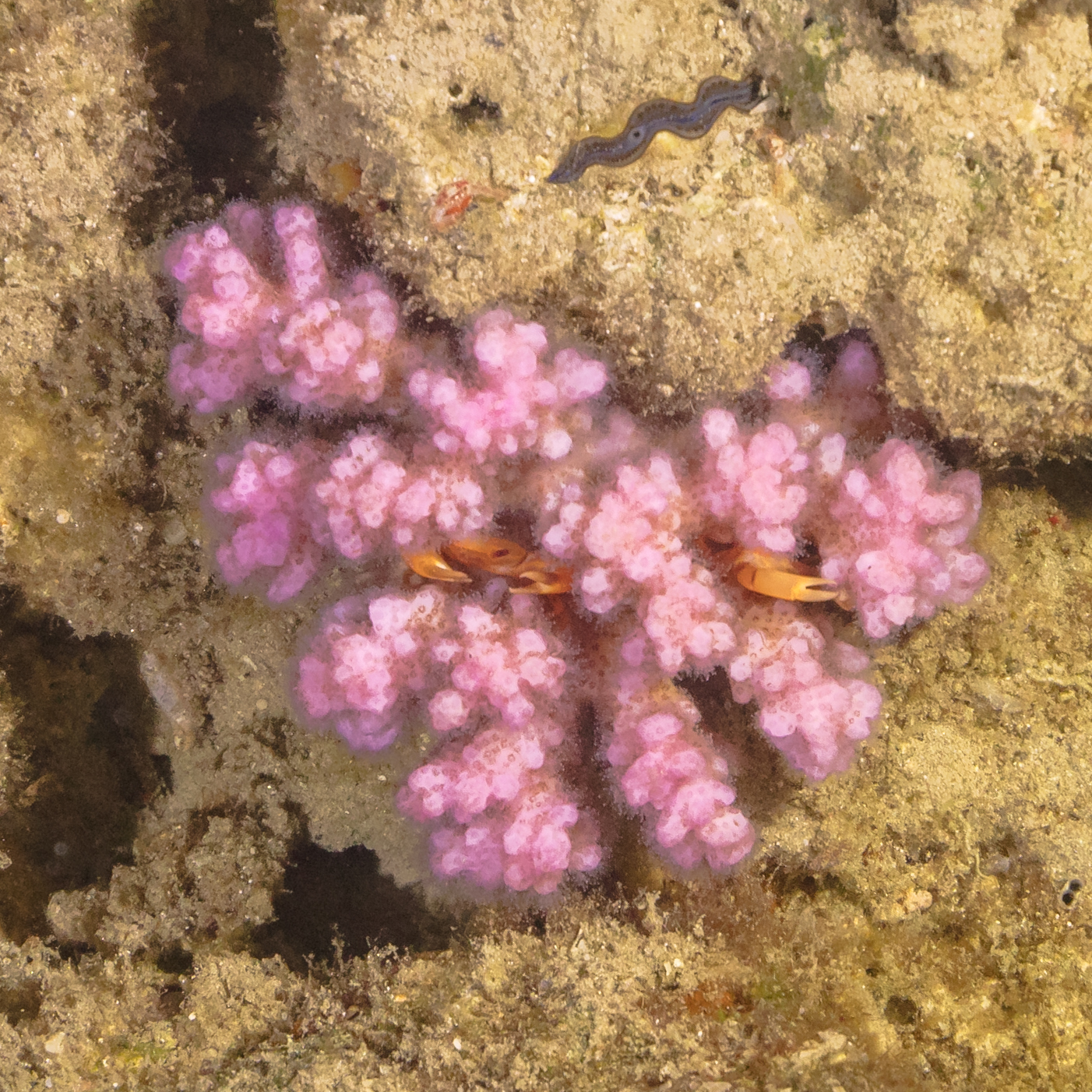
Cangrejo Paladín Carmesí (Trapezia cymodoce) en coral (Pocillopora verrucosa).
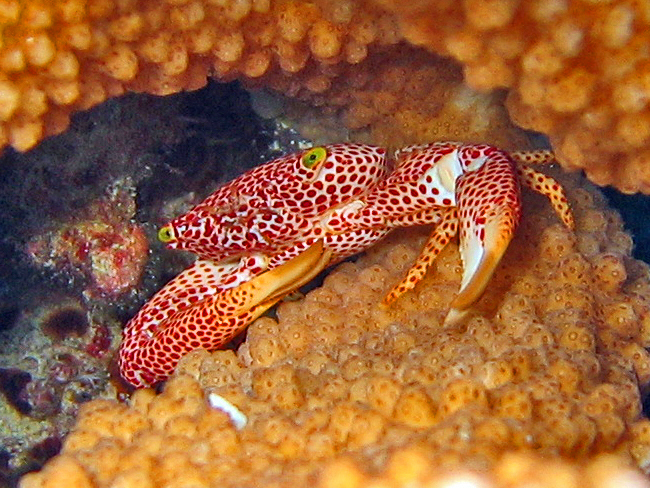
Trapezia rufopunctata en Polinesia.
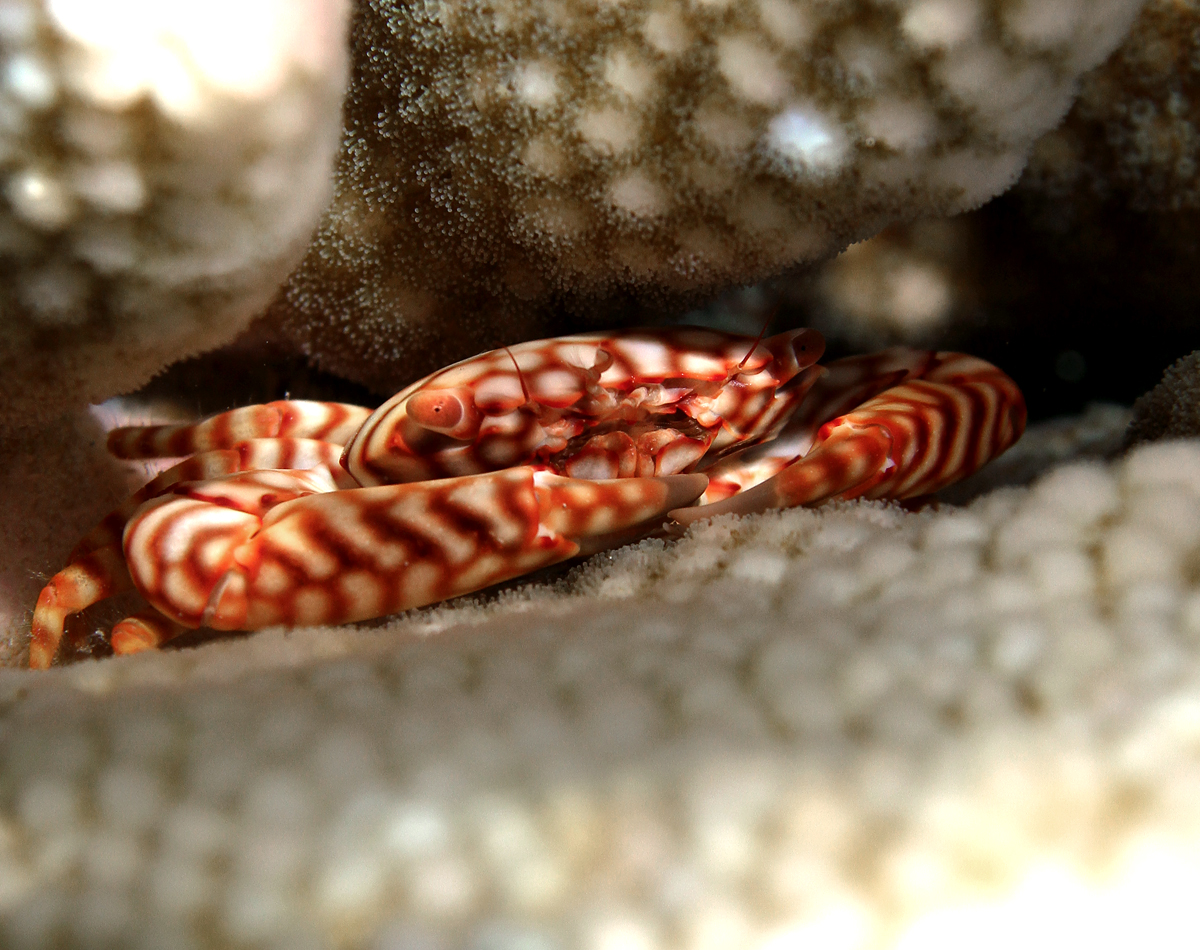
Cangrejo (Trapezia flavopunctata) en Réunion en un coral (Pocillopora eydouxi).